# Павлодарский трамвай
Павлодарский трамвай (каз. Павлодар трамвайы / Pavlodar tramvaiy) — одна из трёх действующих трамвайных систем в Казахстане (две другие — в Усть-Каменогорске и Темиртау). Трамвайное движение открыто 18 октября 1965 года.

## История
Первая линия трамвайной системы в Павлодаре, построенная в 1965 году, начиналась от кольца на остановке «Пионерская» и заканчивалась у проходной Алюминиевого завода. Общая протяженность пути составляла чуть более 11 километров. На маршрутах работало 33 вагона.
Первые три года управлением трамвайной системы и депо занимался трамвайный цех Павлодарского алюминиевого завода, на балансе которого они находилось. В 1971 году трамвайный цех ПАЗа был передан на баланс Министерства коммунального хозяйства Казахской ССР и переименован в Трамвайное управление города Павлодара. В дальнейшем, с ростом городской территории Павлодара и строительством новых крупных жилых микрорайонов, расширялась и сеть трамвайных путей, охватив почти весь город.
К концу 1980-х годов на смену трамваям марок КТМ/КТП-2 и РВЗ-6 пришли вагоны модели 71-605. В период с 1994 по 2004 парк предприятия пополнился 14 новыми трамваями. В 1988 году Трамвайное управление вошло в областное производственное объединение транспорта. Позднее в 90-е относилось к городскому акимату как коммунальное госпредприятие. В 2006 году предприятие было передано в управление «АО Социально-Предпринимательская корпорация Павлодар» (акционер Акимат Павлодарской области), которое обязалось сделать весомые финансовые вложения в развитие «АО Трамвайное управление Павлодара».
В 2011 году руководителем СПК «Павлодар» Даниялом Мухаметкалиевым рассматривался вопрос о закупке в Польше 30 вагонов 1975 года выпуска, но в январе 2012 года аким Павлодарской области Ерлан Арын выступил категорически против этой идеи.
В сентябре 2012 года накануне IX Форума межрегионального сотрудничества Казахстана и России Председатель правления АО "Национальная компания СПК «Павлодар» Алмас Мадиев и заместитель генерального директора по стратегическому развитию ООО «Торговый дом Усть-Катавский вагоностроительный завод» Феликс Винокур подписали меморандум о сотрудничестве. В рамках этого документа в Павлодар в течение трех лет должны были поставить 50 трамвайных вагонов и запчасти к ним, однако фактически были поставлены лишь семь вагонов.
В декабре 2012 года были приобретены два новых трамвайных вагона модели 71-623-02.
В апреле 2015 года трамвайный парк пополнился пятью новыми трамваями модели 71-623-02, которые были переданы в дар АО «Алюминий Казахстана» ENRC в рамках социальной ответственности.
С 17 октября по 5 декабря 2016 года Трамвайное управление города Павлодара объявило тендер на закупку 25 новых трамваев, победила белорусская компания ОАО «Белкоммунмаш» с моделью АКСМ-802Е. Однако сроки поставки новых вагонов сорвались из-за субподрядчика, так Псковский электромашиностроительный завод, поставлявший ОАО «Белкоммунмаш» тяговые двигатели, в приоритете исполнял заказы для Москвы. К концу 2019 года были поставлены 23 вагона.
В январе 2021 года началась подготовка по ремонту системы трамвайного движения. В роли заказчика выступила российская компания, в связи с чем были проведены служебные проверки в АО «Трамвайное управление города Павлодара» и областном Акимате.
27 сентября 2021 года открыт поворот с улицы Ломова на проспект Назарбаева в сторону улицы Машхур Жусупа. Были запущены два новых маршрута: № 12 — от вокзала до Усольского микрорайона, № 14 — от вокзала до Дачного микрорайона.
С июля 2022 года отремонтированную систему трамвайного движения ввели в эксплуатацию.
По состоянию на август 2022 года, подвижной состав трамвайного парка города Павлодар планируется увеличить на 10 новых трамвайных вагонов продукции Усть-Катавского вагоностроительного завода. На эти цели трамвайное управление запрашивает на 2023 год около четырёх миллиардов тенге бюджетных средств.
В 2020 году обсуждались планы по постройки линии от от Ладожской до микрорайона Достык без проводов и бетонных опор, то есть закупить трамваи на аккумуляторной тяге.
В 2024 году трамвайное управление Павлодара объявило, что до конца года закупит ещё 23 вагона. В этом же году был объявлен тендер на 25 вагонов с аккумуляторной тягой (с возможностью автономного хода до 20 км). 

## Подвижной состав
По состоянию на ноябрь 2019 года, подвижной состав трамвайного парка города Павлодар укомплектован продукцией Усть-Катавского вагоностроительного завода и Белкоммунмаш.
| Марка                    | Год выпуска | Завод изготовитель                                         | Количество |
| ------------------------ | ----------- | ---------------------------------------------------------- | ---------- |
| КТМ 71-605               | 1971—1986   | Усть-Катавский вагоностроительный завод имени С. М. Кирова | 67         |
| КТМ 71-608К КТМ 71-608КМ | 1992—1996   | Усть-Катавский вагоностроительный завод имени С. М. Кирова | 13         |
| КТМ 71-619               | 2004        | Усть-Катавский вагоностроительный завод имени С. М. Кирова | 1          |
| КТМ 71-623               | 2012, 2015  | Усть-Катавский вагоностроительный завод имени С. М. Кирова | 7          |
| АКСМ-802                 | 2017—2019   | Белкоммунмаш                                               | 23         |

Самый старый КТМ-5М в мире, работающий с пассажирами, ходит именно в Павлодаре. Это вагон 1971 года выпуска с заводским номером 665 и бортовым номером 53.

## Спецсостав
- ПРМ-3М (Путевая подъемно-рихтовочная машина) — предназначена для подъёма и рихтовки трамвайного пути при строительстве, ремонте и текущем содержании. Была приобретена в 2004 году.
- Путеремонтная машина МПТС1. Утилизирована в 2011 году
- Спец. трамвай — вагон с грузовой платформой. Инв. № 859
- ГС-4 (КРТТЗ) — снегоочиститель. Инв. № 862
- ГС-5 — снегоочиститель со шнеко-роторной установкой. Инв. № 860
- Путеремонтный вагон-платформа. Инв. № 957
- Спец. трамвай — вагон обслуживания и ремонта контактной сети. Инв.№ 1026
- Служебный — используется как учебный для обучения новых водителей и утренней развозки сотрудников депо. Инв. № 863

## Пассажиропоток
В таблице представлено количество пассажиров перевезенных за год в миллионах человек.
| Год                                                         | 2003  | 2004  | 2005  | 2006  | 2007  | 2008  | 2009  | 2010  | 2011  | 2012  | 2013  | 2014 | 2015 | 2016 |
| Количество подвижного состава трамвайного парка             | 114   | 115   | 115   | 115   | 115   | 115   | 115   | 115   | 115   | 115   | 112   | 111  | 111  | 111  |
| Количество перевезенных пассажиров трамваями (млн. человек) | 27,1  | 27,3  | 30,0  | 29,7  | 30,0  | 25,6  | 23,7  | 21,5  | 21,8  | 21,2  | 19,7  | 17,8 | 15,7 | 16,7 |
| Пассажирооборот трамваев (млн. пкм.)                        | 149,1 | 149,8 | 164,9 | 163,3 | 165,3 | 141,0 | 130,4 | 118,2 | 119,9 | 116,8 | 108,5 | 97,7 | 86,5 | 91,8 |

## Маршруты

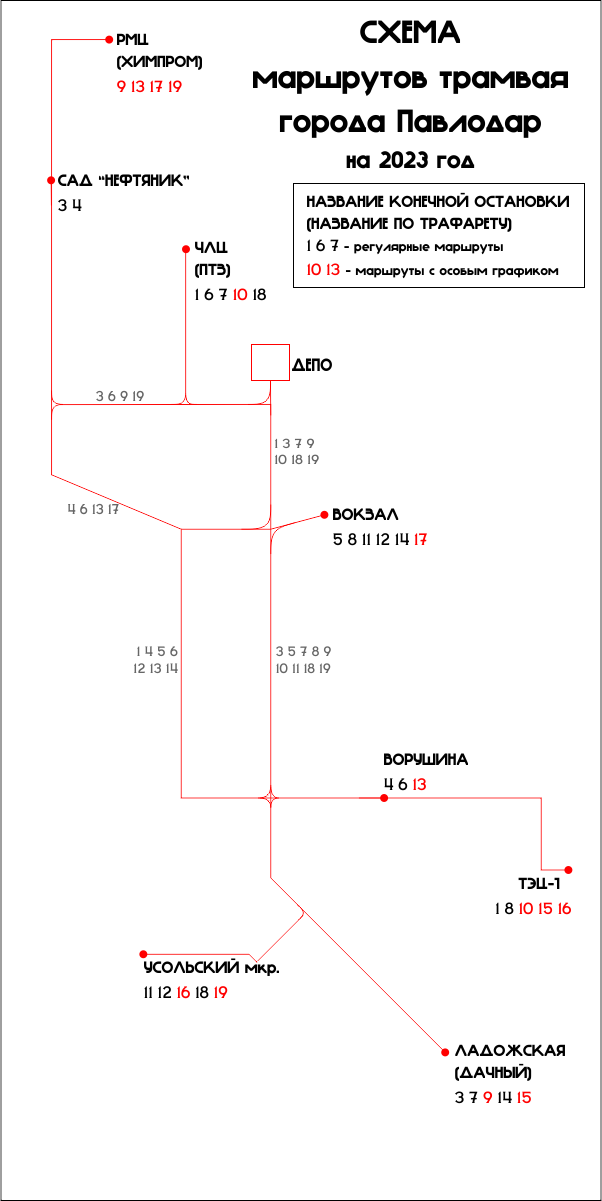
Схема маршрутов

### Названия конечных
Все существующие разворотные кольца используются для оборота маршрутов. На маршрутном указателе используют общее название, отличающееся иногда от фактического названия остановки.
Чугунолитейный цех (ЧЛЦ) — конечная маршрутов на Павлодарский тракторный завод, ТОО «Кастинг».На трафаретах иногда указывается как ПТЗ.
Вокзал — разворотное кольцо у железнодорожного вокзала и автостанции. На трафаретах иногда указывается как Сапаржай (каз. Автовокзал).
ТЭЦ-1 — конечная маршрутов на Павлодарский алюминиевый завод, Машиностроительный завод.
Ладожская улица — конечная маршрутов в удаленный микрорайон Дачный. На трафаретах указывается как Дачный.
Усольский микрорайон — разворотное кольцо в одноимённом микрорайоне на берегу реки Усолка.
Улица Ворушина — разворотное кольцо у пересечения одноимённой улицы с улицей Ломова. При кольце находится пункт технического обслуживания.
Сад «Нефтяник» — разворотное кольцо у одноимённого садового товарищества, конечная маршрутов на дачные массивы на севере города.
Ремонтно-механический цех (РМЦ) — разворотное кольцо у бывшего комплекса химических предприятий. Конечная заказных маршрутов для ПНХЗ, ТЭЦ-3, АО «Каустик». На трафаретах указывается как Химпром, ПНХЗ или ТЭЦ-3.
Депо — конечная маршрутов, следующих в депо, разворотное кольцо расположено на территории депо. В вечернее время — также конечная трамваев, следующих в Северную промзону.

### Действующие маршруты
| 1 |

| 3 |

| 4 |

| 5 |

| 6 |

| 7 |

| 8 |

| 9 |

| 10 |

| 11 |

| 12 |

| 13 |

| 14 |

| 15 |

| 16 |

| 17 |

| 18 |

| 19 |

| 20 |

| 1 |

| 3 |

| 4 |

| 5 |

| 6 |

| 7 |

| 8 |

| 9 |

| 10 |

| 11 |

| 12 |

| 13 |

| 14 |

| 15 |

| 16 |

| 17 |

| 18 |

| 19 |

| 20 |

| 2 |

| 5А |

| 2 |

| 5А |

## Перспективы
Хотя существенного развития системы нет более десяти лет, нет и тенденции к её сокращению. Трамвай перевозит существенную часть пассажиров города, во многих микрорайонах и промышленных зонах являясь приоритетным видом транспорта. Ежегодно проводятся закупки нового подвижного состава и ремонт изношенных путей.
Приоритетным вектором нового строительства считается продление линии далее по проспекту Назарбаева — в строящийся микрорайон Достык. По состоянию на ноябрь 2023 года, ведется выкуп земли под линию.
Достаточно давно говорится о строительстве трамвайной линии в микрорайон Восточный, на, так называемый, «Второй Павлодар». На ноябрь 2023 года ведутся работы по проектированию трассы, строительство не начато.

## Стоимость проезда
- с 2001 — 15 тенге
- с 2002 — 18 тенге
- с 2005 — 25 тенге
- с 2009 — 35 тенге
- с 2010 — 40 тенге
- с 2012 — 50 тенге, в загородной зоне — 75 тенге
- с 2013 — 55 тенге, в загородной зоне — 80 тенге, ночной тариф — 80 тенге
- с 2015 — 60 тенге, в загородной зоне — 85 тенге, ночной тариф — 80 тенге
- с 2016 — 70 тенге, в загородной зоне — 95 тенге, ночной тариф — 80 тенге
- с 2017 — 80 тенге, в загородной зоне — 105 тенге, ночной тариф — 80 тенге
- с декабря 2022 — 80 тенге при безналичном расчёте, 130 тенге при оплате наличными, вне зависимости от зоны.
- с января 2024—100 тенге при безналичном расчёте, 200 тенге при оплате наличными, вне зависимости от зоны.

Ранее выделялись селитебная и неселитебная зона (промзона), граница проходила между остановками Мира — Мотель (маршруты на ПТЗ и ПНХЗ по улице Баян Батыра), Депо — Автосервис «Тулпар» (маршруты на ПТЗ и ПНХЗ по проспекту Назарбаева) и Кадетский корпус — Машиностроительный завод (маршруты на ПАЗ). При проезде из селитебной зоны в неселитебную кондуктор оформлял дополнительный билет за 25 тенге. При проезде из промзоны кондуктор оформлял сразу два билета. При оплате безналичным способом пассажир сам выбирал зону на терминале перед оплатой. С 01.12.2022 г. деление на зоны отменено.

## Галерея

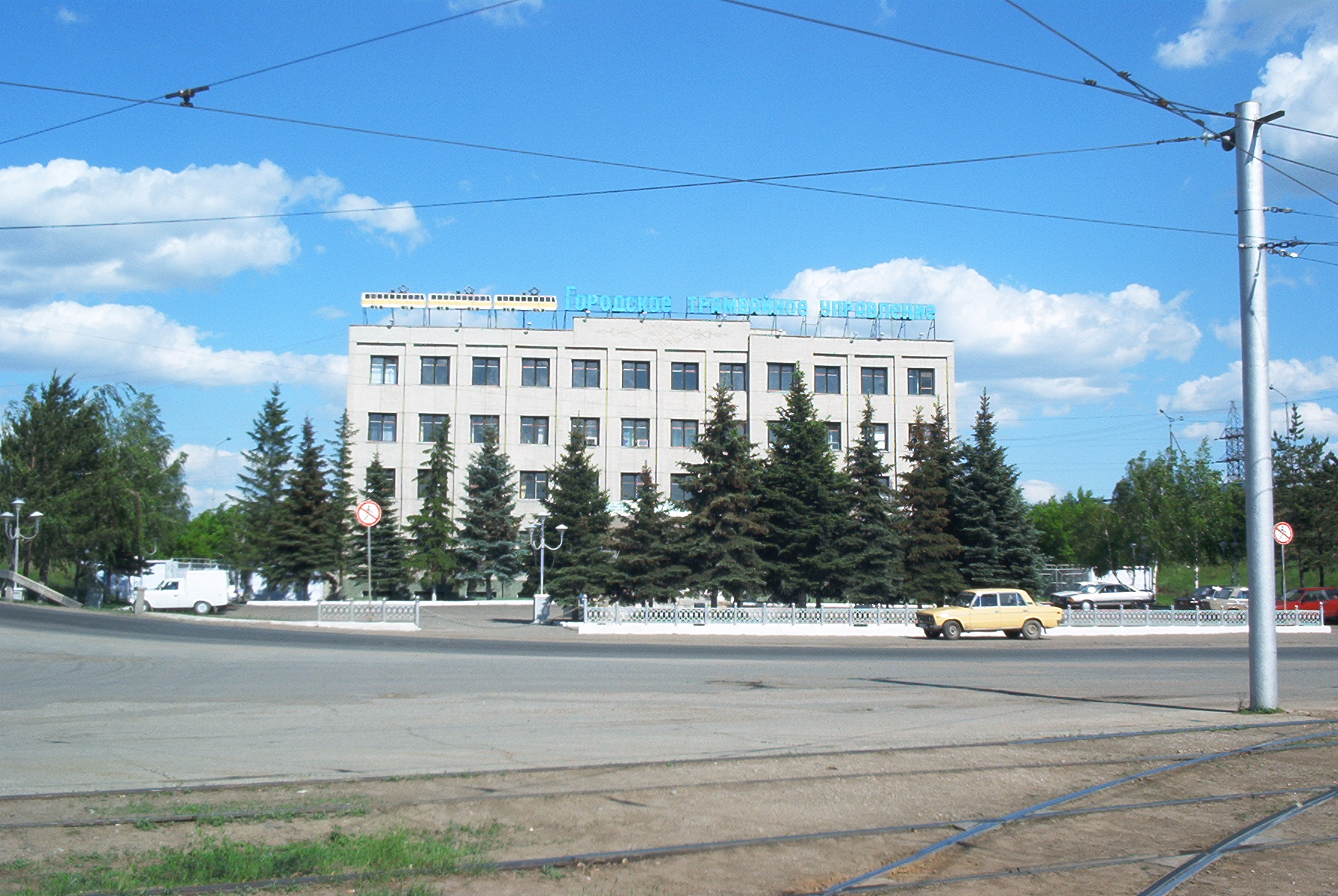
Административное здание АО «Городское трамвайное управление Павлодара», 2004 год
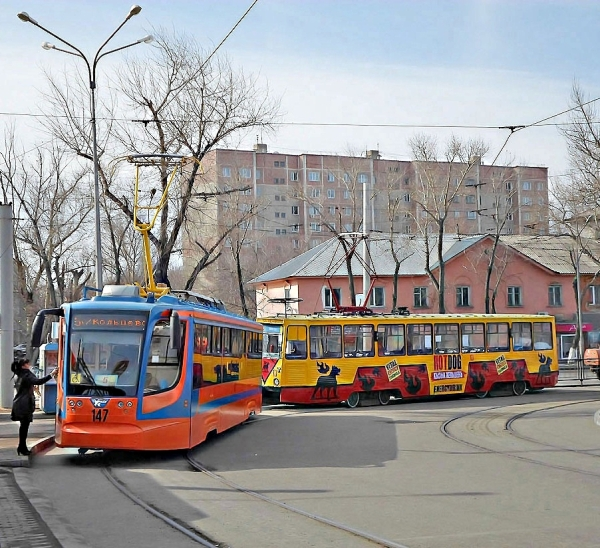
Два различных типа вагонов на привокзальной площади Павлодара, 2014 год
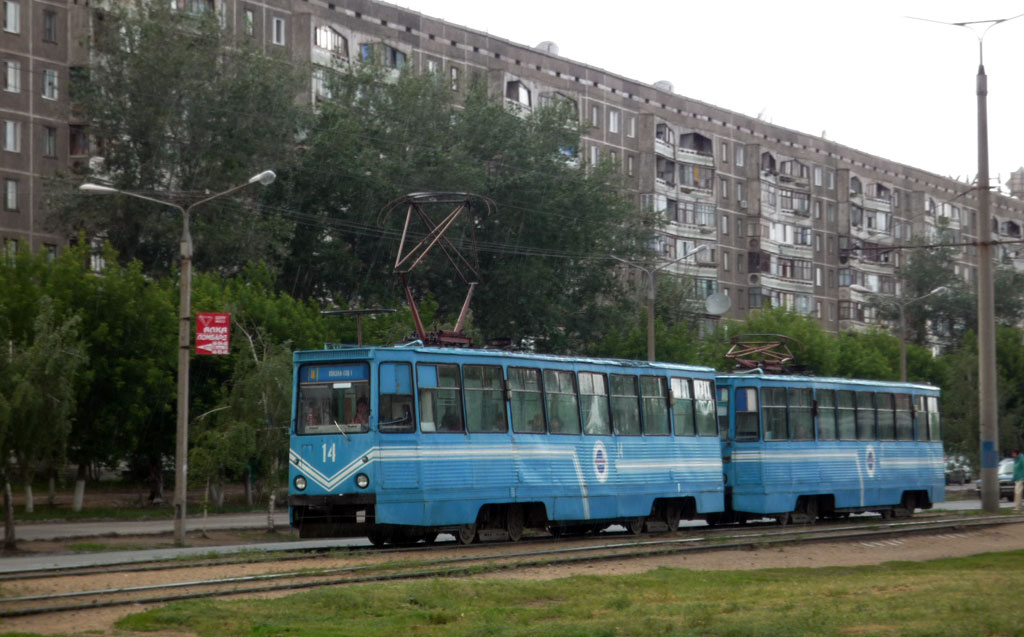
Трамваи Павлодара, 2013 год
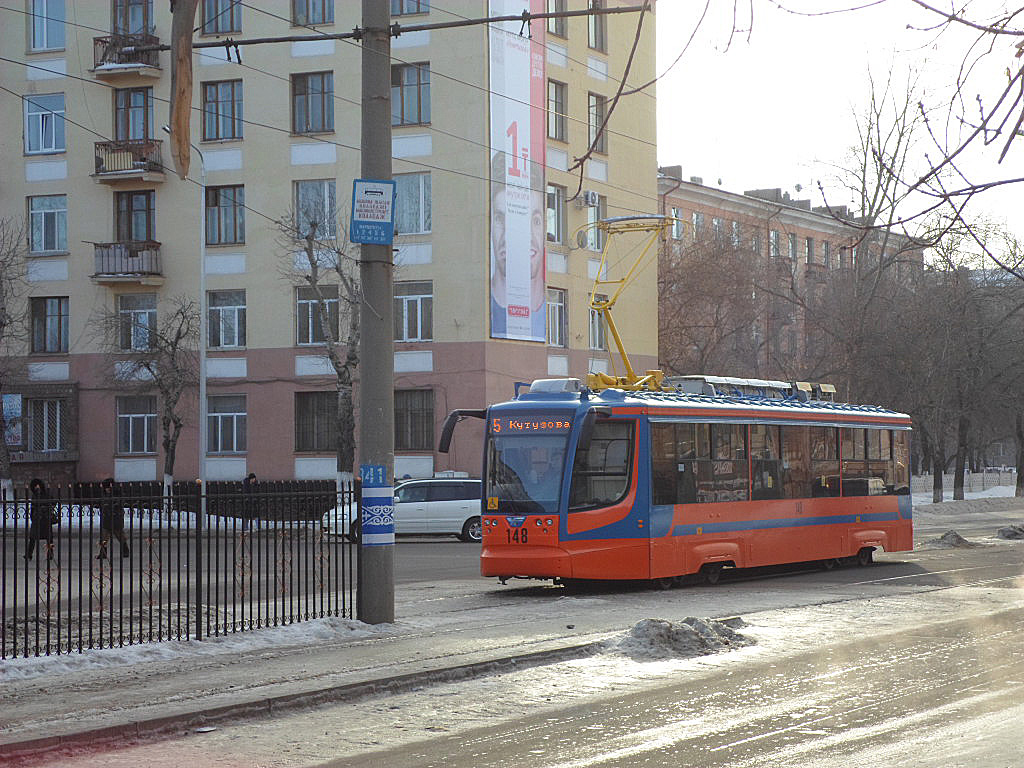
Павлодарский трамвай на ул. Машхура Жусупа